# Molècula d'expansió limfocitària
La Molècula d'Expansió Limfocitària o LEM, de l'anglès Lymphocyte Expansion Molecule, és una proteïna que afecta la resposta immunològica donada per les cèl·lules T-citotòxiques mitjançant l'alteració del seu metabolisme. LEM provoca una proliferació d'aquestes cèl·lules i un important increment en la memòria limfocitària específica.
Es localitza en els mitocondris dels limfòcits T-citotòxics i actua interaccionant amb una altra molècula anomenada CRIF1. D’aquesta forma té la capacitat de modificar la fosforilació oxidativa.
LEM va ser descoberta per primer cop en ratolins l'any 2015 a la Facultat de Medicina de l'Imperial College of London. Posteriorment, es va trobar la proteïna homòloga en humans (anomenada també LEM). La rellevància de LEM es troba en l'àmbit de les immunoteràpies (en exponencial creixement, actualment) per combatre malalties virulentes o canceroses, entre d'altres.

## Investigació i descobriment
Un grup d'investigadors de l'Imperial College liderats per Isobel Okoye són els responsables del descobriment de LEM.
Inicialment, els investigadors van produir mutacions a les cèl·lules germinals de ratolins de l'espècie C57BL/6. Aleshores, van comparar la resposta d'aquests amb la d'un grup control (wild type) davant d'una infecció amb LCMV C13 (coriomeningitis limfocítica de tipus C13). El seu objectiu era identificar mutants amb una immunitat incrementada. Es va detectar una mutació que produïa un increment en el nombre de cèl·lules T-citotòxiques específiques per la LCMV C13 i es va crear una soca que fos homozigòtica per aquesta mutació. A aquesta soca se la va anomenar Retro.
La soca Retro de ratolins va presentar una resposta immunològica molt major donada per un gran increment de les cèl·lules T-citotòxiques. Per consegüent, aquesta soca va resultar en una manifestació molt menor de la coriomeningitis. Malgrat tot, les rates de la soca Retro van morir. Això, però, es va atribuir a l'alta activitat de les cèl·lules T-citotòxiques que no només van atacar a l'agent infecciós sinó que també als teixits sans del ratolí.
Després d'infectar una altra mostra de la soca Retro i la wild type amb LCMV Armstrong (un altre tipus de coriomeningitis) dues vegades, es va veure que la soca Retro presentava un nombre més gran de cèl·lules T de memòria per a la LCMV Armstrong.
Comparant amb el genoma de la soca wild type es va poder identificar i localitzar la mutació que caracteritzava la soca Retro en el gen BC055111.
Per a detectar la funció d'un gen se sol utilitzar la tècnica de la genoanul·lació (gen knockout). Per això, per validar que el gen BC055111 tenia relació amb l'increment de cèl·lules T citotòxiques es va inoperar (de forma heterozigòtica). Els ratolins amb l'al·lel inoperat respecte els wild type presentaven una disminució en la proliferació de cèl·lules T citotòxiques. Això relacionava la proteïna codificada pel gen amb l'increment de cèl·lules T citotòxiques. És per això que a la proteïna la van anomenar molècula d'expansió limfocitària (lymphocyte expansion molecule o LEM).
Els investigadors van detectar que el gen mutat de la soca Retro es transcrivia en un ARNm molt més estable que el de la soca wild type. El fet que fos més estable es traduïa en una major quantitat de LEM. Finalment, van concloure que el LEM regulava l'expansió de les cèl·lules T-citotòxiques i que, per això, en la soca Retro aquesta expansió es veia incrementada.

## Estructura

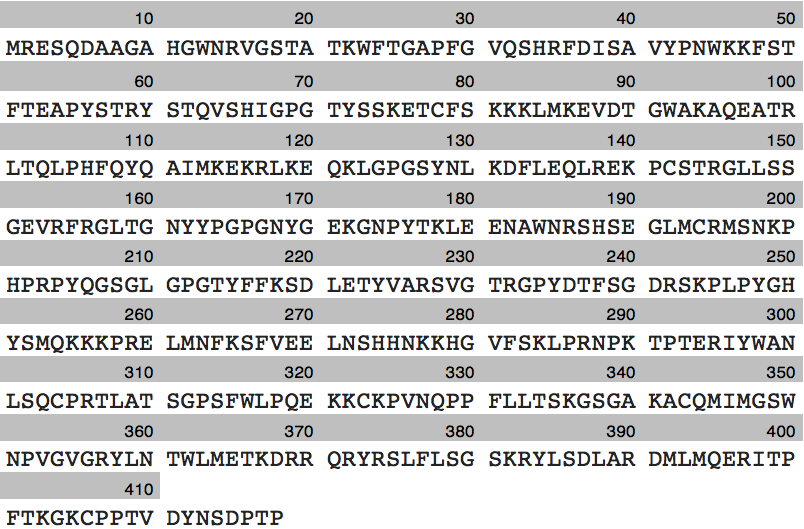
Es pot observar la seqüència d'aminoàcids de LEM en els humans. En cada cel·la hi ha 10 aminoàcids.

Com ja s'ha dit en l'anterior apartat, la investigació que va precedir el descobriment de LEM, es va realitzar en ratolins. Avui dia, encara no s'ha cristal·litzat la LEM. Tot i així, es coneixen les seqüències d'aminoàcids de LEM per a ambdues espècies, tant per als ratolins (Mus musculus) com per als humans (Homo sapiens).

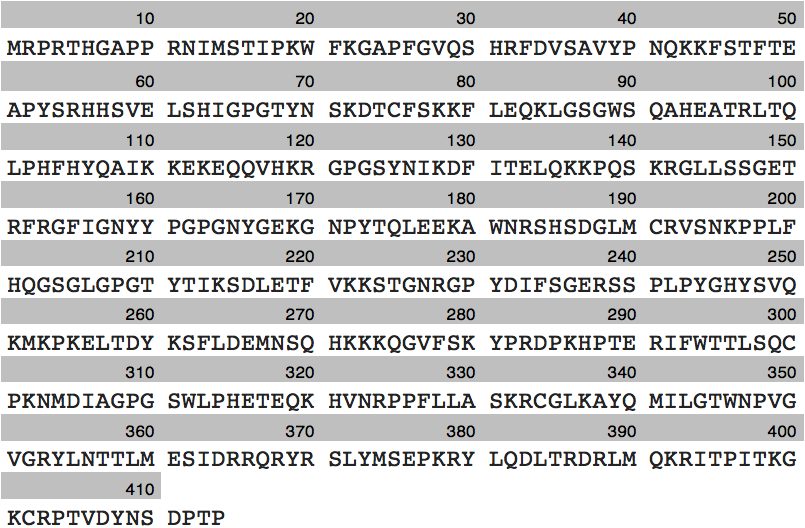
Es pot observar la seqüència d'aminoàcids de LEM en els ratolins, en cada cel·la hi ha 10 aminoàcids.

Si s'observen les dues seqüències d'aminoàcids de la proteïna, es troba una diferència pel que fa a la longitud de la seqüència. La seqüència del Mus musculus conté 414 aminoàcids mentre que la seqüència dels Homo sapiens comprèn 418 aminoàcids. La coincidència entre ambdues seqüències és del 72%.

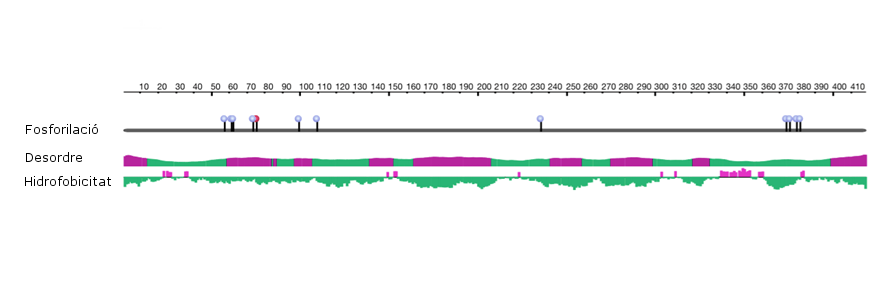
Es poden veure representats els llocs de fosforil·lació, el desordre molecular (explicat en el paràgraf posterior) i la hidrofobicitat.

En analitzar la seqüència d'aminoàcids també es pot predir el desordre molecular de la proteïna. En la imatge anterior, les parts en magenta són regions potencialment desordenades (IDP) i, les parts verdes són regions probablement ordenades. Les regions potencialment desordenades són parts de la proteïna que no tenen una estructura fixa quan es troben en estructura terciària. A més, els investigadors van preveure la presència d'almenys dos dominis proteics IDP.
Quant a la hidrofobicitat, les parts marcades en verd són hidrofíliques i les marcades en magenta són hidrofòbiques. Com es pot observar, en general, la proteïna és hidrofílica.
 Així doncs, en la imatge prèvia també es poden veure llocs de fosforil·lació entre els aminoàcids 50 i 80 i entre els 370 i 380.

## Localització cromosòmica
Es va trobar que el gen que codifica la LEM en els ratolins és el BC055111 i es troba en el cromosoma 4. La mutació de la soca Retro es deu a una substitució d'una base d'adenina per una de guanina en la posició 1304 (A1304G) del segon exó del gen. Es va observar que l'al·lel BC055111RETRO era semidominant respecte a l'al·lel no mutat.
Es va poder deduir, a partir dels resultats obtinguts en l'experiment, que el fet de tenir la mutació produïa l'estabilització del ARNm del LEM en les cèl·lules CD8 T. Els investigadors van definir que aquest ARNm conté introns en la regió 3' no traduïda, fet que el fa susceptible al NMD (nonsense-mediated decay), un mecanisme que degrada l'ARNm amb la principal funció de reduir errors en l'expressió genètica. En canvi, el gen BC055111 mutat de la soca Retro es transcrivia en un ARNm diferent que deixava de presentar un lloc d'unió per un factor splice alternatiu que cal pel NMD. Això va fer deduir que la mutació (A1304G) de les Retro estabilitzava l'ARNm de la NMD. D’aquesta manera s’incrementa la traducció de LEM.
El gen C1ORF177 codifica LEM en els humans. Aquest gen es transriu en un ARNm de 10 exons.

## Importància biològica
La molècula d'expansió limfocitària regula positivament l'activitat immunitària global dels limfòcits T-citotòxics. Per això, un augment de LEM provoca un increment en aquesta (upregulation). Cal destacar, però, que la regulació que fa LEM no és en la capacitat immunitària de cada cèl·lula, sinó en la proliferació dels limfòcits T-citotòxics.

LEM actua controlant l'expansió de cèl·lules T ja activades per l'antigen. D’aquesta manera, no tan sols regula el nombre de cèl·lules T-citotòxiques de vida curta, sinó que també regula indirectament el nombre de limfòcits T de memòria.

El superòxid (O_{2 ॱ}) és produït per la cadena transportadora d'electrons en el mitocondri i és transformat en H₂O₂ per la superòxid dismutasa (SOD). L’oxidació dels residus de Tiol per part de H₂O₂ indueix la senyalització mitogènica.

La forma en què LEM regula la proliferació d'aquests limfòcits T activats per l'antigen és mitjançant l'alteració del seu metabolisme.

### Interacció amb CRIF1
LEM interacciona amb CRIF1, una proteïna essencial per a la síntesi i inserció de polipèptids de la fosforilació oxidativa a la membrana interna mitocondrial. Aquesta interacció agilitza la fosforilació oxidativa augmentant l'expressió de proteïnes implicades en aquest procés i incrementant l'activitat dels complexos proteics de la cadena transportadora d'electrons. Com a conseqüència, en resulta una gran quantitat d'espècies reactives de l'oxigen mitocondrials (ROS) en les cèl·lules T-citotòxiques. Aquestes espècies reactives de l'oxigen mitocondrials són el resultat de la reducció de l'oxigen molecular i, bàsicament, són el peròxid d'hidrogen (H₂O₂) i el superòxid (O2 ॱ ).
Diversos estudis citats a les referències defineixen la relació de mROS amb la proliferació de la següent manera: a través de l'oxidació de residus de Tiol (com per exemple cisteïna), ROS, en forma d'H₂O₂, pot modificar la funció i estructura de proteïnes per tal d'influir en una gran quantitat de cascades de senyalització que induiran el creixement i la proliferació cel·lular. En altres paraules, l'oxidació de residus de tiol contribueix a la senyalització mitogènica.
La proliferació cel·lular és una activitat que consumeix energia. Les cèl·lules que prenen la decisió de dividir-se han d'estar, per tant, metabòlicament preparades per alimentar la demanda energètica necessària per a la proliferació. És per això que la relació que estableix LEM amb la proliferació cel·lular no va tan sols lligada amb un increment de mROS, sinó que també amb l'energia que s’obté del metabolisme agilitzat i que serà necessària per a dita proliferació.

## Aplicacions
La rellevància d'aquesta proteïna ve donada per la seva possible futura aplicabilitat en diversos àmbits mèdics. Com s’ha explicat anteriorment, la proteïna LEM influeix en la magnitud de la resposta immunitària, característica que podria ser utilitzada per combatre patologies com els càncers o infeccions víriques.
Si comparem la resposta immunitària dels exemplars Retro i wild-type davant de cèl·lules canceroses, concretament cèl·lules d'un melanoma, s’observen diferències molt considerables. Els individus Retro desenvolupen el triple de cèl·lules T citotòxiques que els individus wild-type. Endemés, en aquestes mateixes condicions els exemplars wild-type desenvolupen el quàdruple de tumors que els exemplars Retro.
Així doncs, un grup de científics de l'Imperial College of London estan en procés de desenvolupament d'una teràpia gènica basada en LEM i esperen començar assajos clínics al voltant del 2018.